# أندريا إيفانز
أندريا إيفانز (بالإنجليزية: Andrea Evans)‏ (و. 1957 – م) هي ممثلة، من الولايات المتحدة الأمريكية، ولدت في أورورا، إلينوي.

## وصلات خارجية
- أندريا إيفانز على موقع IMDb (الإنجليزية)
- أندريا إيفانز على موقع ألو سيني (الفرنسية)
- أندريا إيفانز على موقع أول موفي (الإنجليزية)
- أندريا إيفانز على موقع قاعدة بيانات الأفلام السويدية (السويدية)
- أندريا إيفانز على موقع قاعدة بيانات الفيلم (الإنجليزية)
- أندريا إيفانز على موقع كينوبويسك (الروسية)